# Tegernheim
Tegernheim é um município da Alemanha, situado no distrito de Ratisbona, no estado da Baviera. Tem 11,43 km² de área, e sua população em 2019 foi estimada em 5.600 habitantes.